# Hřbitov u Kremelské zdi
Hřbitov u Kremelské zdi zvaný též Nekropole u Kremelské zdi (rusky Некрополь у Кремлёвской стены, Někropol u Kremlevskoj stěny) byl národním hřbitovem Sovětského svazu. V roce 1974 byl označen za chráněnou památku. 

## Historie
Pohřbívání zde začalo v listopadu 1917, kdy bylo v masových hrobech na Rudém náměstí pohřbeno 240 probolševických obětí Říjnové revoluce v Moskvě. Improvizované pohřebiště se během druhé světové války postupně proměnilo v ústřední pietní místo, jak vojenské, tak civilní. V jeho středu stojí Leninovo mauzoleum, které bylo původně postaveno ze dřeva a později přestavěno v žule v letech 1929–1930. Po posledním hromadném pohřbu v roce 1921 se pohřby na Rudém náměstí obvykle konaly jako státní obřady a byly vyhrazeny jako poslední pocta vysoce uctívaným politikům, vojevůdcům, kosmonautům a vědcům. V letech 1925–1927 bylo pohřbívání do země zastaveno; pohřby nadále měly podobu uložení urny s popelem v samotné Kremelské zdi. Další pohřby do země se konaly až počátkem 80. let, které také pohřbívání na tomto místě ukončily. 

## Současnost
Přestože se v minulosti objevily snahy o zrušení pohřebiště a přesun ostatků jinam (např. na zamýšlený Federální hřbitov nebo na vojenský hřbitov v Mytišči), i nadále zůstává (zejména mauzoleum) otevřen veřejnosti (k r. 2023).

## Pohřbení

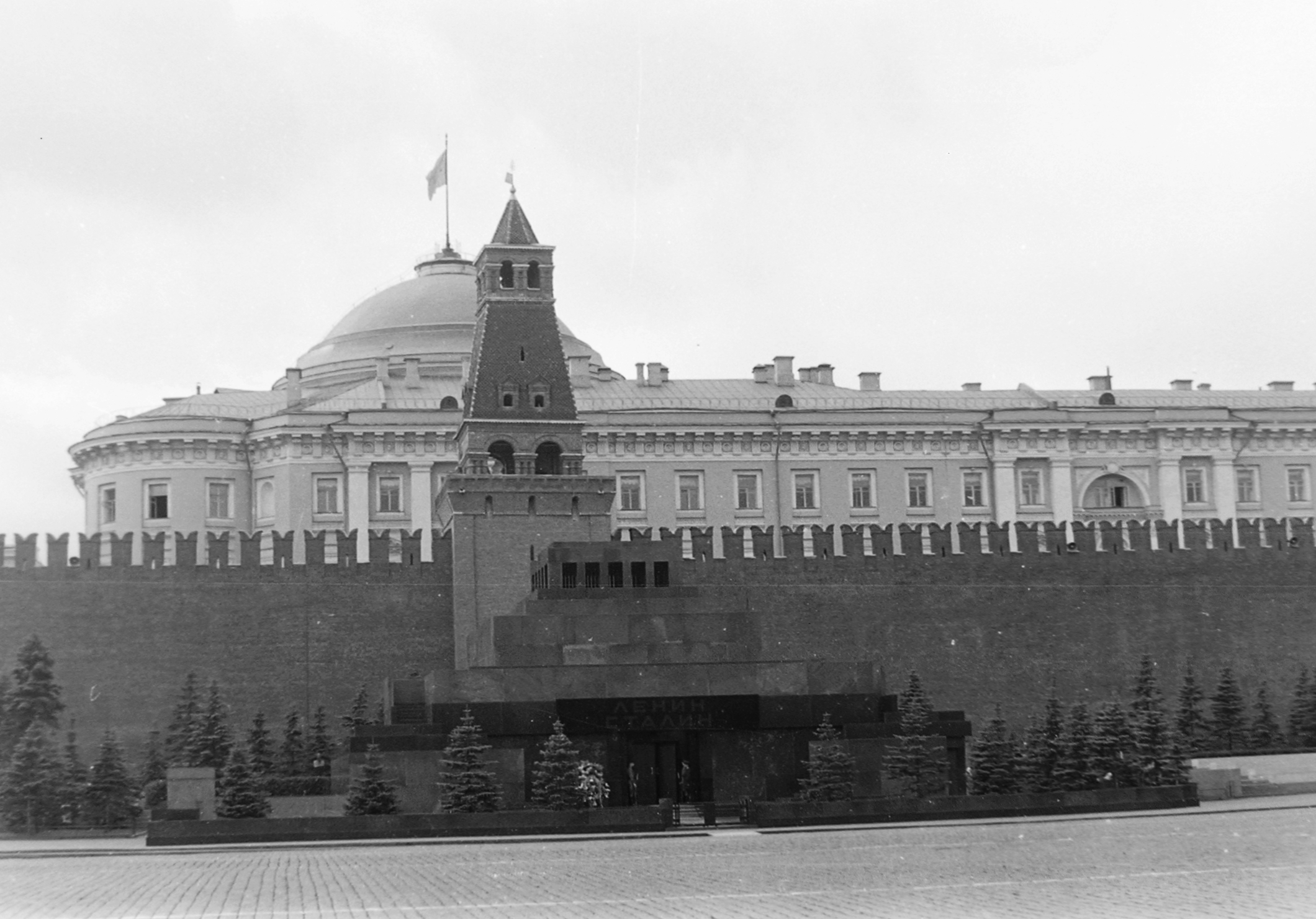
Leninovo mauzoleum, cca 1957

### Individuální hroby
- Jakov Sverdlov (1919)
- Michail Frunze (1925)
- Felix Dzeržinskij (1926)
- Michail Kalinin (1946)
- Andrej Ždanov (1948)
- Josif Stalin (zemřel 1953, pohřben 1961)[3]

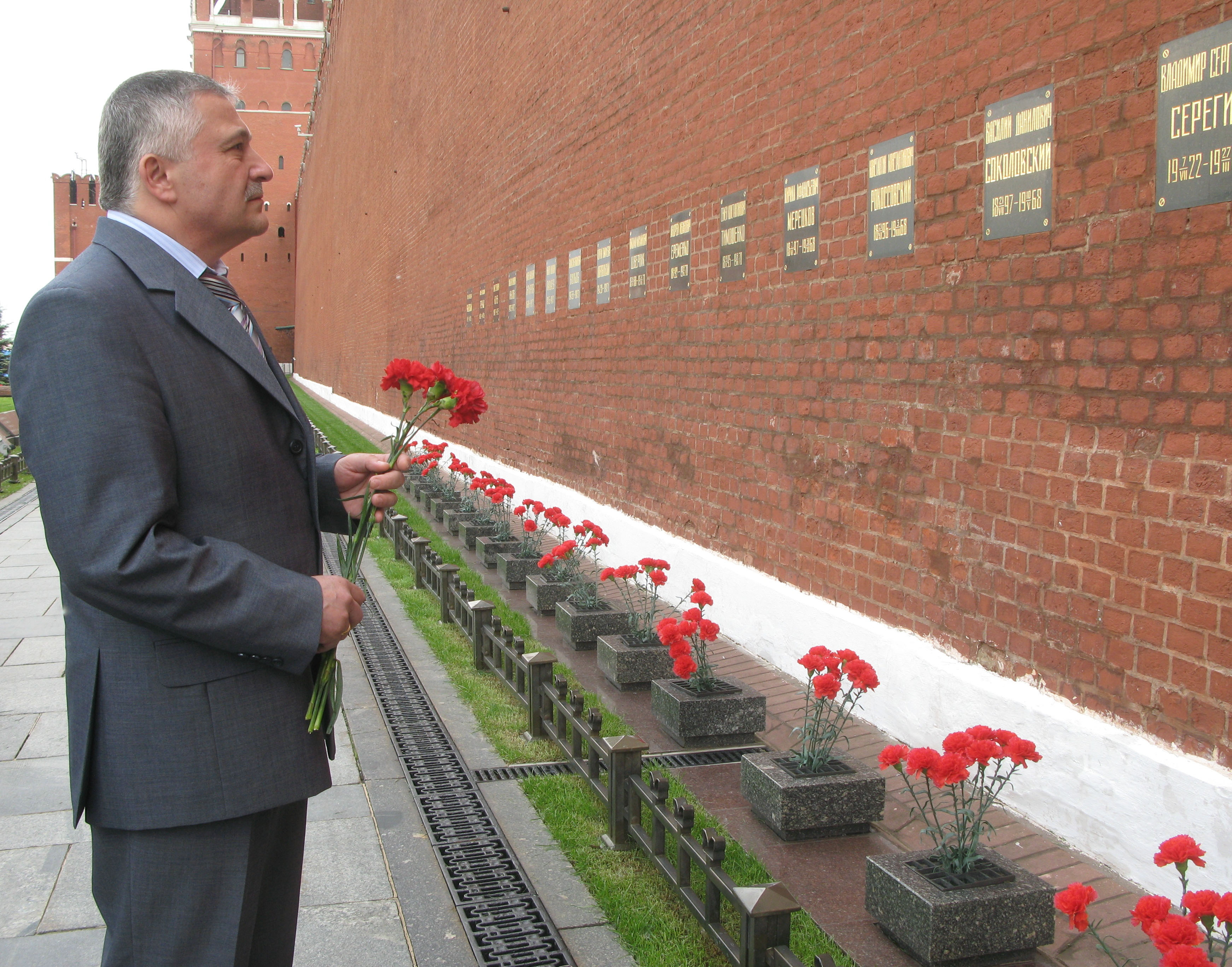
Ruský kosmonaut Fjodor Jurčichin u místa uložených uren, 2010

- Kliment Vorošilov (1969)
- Semjon Buďonnyj (1973)
- Leonid Brežněv (1982)
- Michail Suslov (1982)
- Jurij Andropov (1984)
- Konstantin Černěnko (1985)

### Mauzoleum
- Vladimír Lenin (od 1924)
- Josif Stalin (1953–1961)

### Uložené urny v Kremelské zdi
- Maxim Gorkij (1936)
- Naděžda Krupská (1939)
- Vladimír Komarov (1967)
- Rodion Malinovskij (1967)
- Jurij Gagarin (1968)
- Viktor Pacajev, Georgij Dobrovolskij, Vladislav Volkov (Posádka Sojuzu 11; 1971)
- Ivan Koněv (1973)
- Georgij Žukov (1974)
- Alexej Kosygin (1980)
- Dmitrij Ustinov (1984)
- a další...